# Sven-Eric Brunnsjö
Sven-Eric Gustav Brunnsjö, född 1 oktober 1921 i Helsingfors, död 21 september 1994, var en svensk redaktör. 
Brunnsjö, som var son till köpman Sven Svensson och Karin Ekman, avlade studentexamen i Stockholm 1942, trafikelevexamen vid Statens Järnvägar 1943 och diplomerades från Italienska institutet 1949. Han blev stationsskrivare vid Statens Järnvägar 1944, var presschefens ställföreträdare där 1947–1958, blev förste byråsekreterare vid Järnvägsstyrelsen 1955 samt var press- och informationschef vid LKAB från 1959. Han var redaktionssekreterare för SJ-nytt 1947–1958, redaktör för Semesterjournalen 1955–1958, för Transportjournalen 1955–1958 och för LKAB-tidningen från 1959.